# Chapelle Saint-Louis de Beaucaire
La chapelle Saint-Louis de Beaucaire, est un petit édifice religieux situé dans l'ancienne enceinte du château, dans la commune de Beaucaire, en France.

## Généralités
La chapelle est située dans l'ancienne enceinte du château de Beaucaire, sur le territoire de la ville de Beaucaire, dans le département du Gard, en région Occitanie, en France. Elle est sous le vocable de Saint Louis, vraisemblablement en l'honneur de Louis IX, Saint Louis, à l'origine de la chapelle. Cependant, canonisé uniquement en 1297, le vocable antérieur est mal connu : peut-être la chapelle était dédiée à la Vierge Marie ou alors encore à saint Michel.

## Historique
La chapelle est édifiée au cours du XIIIe siècle (ca. 1254) sous l'impulsion de Louis IX, possiblement lors d'une restauration du château après le siège infructueux de 1216 par les albigeois. Le château ayant été de multiples fois assiégé et endommagé au fil du temps (1419, 1562, 1632), la chapelle ne subit quant à elle que peu de dégâts, ce qui interroge certains auteurs. 
En 1844, l'état de délabrement de l'édifice amena à une restauration de la chapelle et provoqua son classement au titre des monuments historiques sur la liste de 1846.

## Description
De style roman, la chapelle est de dimensions modestes et s'inscrit dans la simplicité : son plan est rectangulaire et de dimensions de neuf mètres sur cinq. Elle est adossée à deux murailles de l'ancienne enceinte du château. Son emplacement et son aspect rustique et simple laissent penser qu'elle était destiné comme lieu de culte pour la garnison du château et desservie par des bénédictins. La chapelle est édifiée en grand appareil, sauf la voûte qui est bâtie en petit appareil.
À l’extérieur sur la façade, se dresse un clocher ou campanile de plan carré ajourés d'arcades à baies géminées retombant sur des colonnettes centrales jumelées dont les chapiteaux représentent feuillages et personnages,. Au dessus de ces ouvertures, une corniche à 24 arcatures supportant l'attique du clocher porte des corbeaux et rosaces finement travaillés,. En dessous du clocher, une série de modillons en saillie créés lors de la restauration de 1844 n'existaient pas dans les phases antérieures. À la base de la façade, une fenêtre surmonte la porte, en décalage du clocher, ornée d'une archivolte en dents de scie et d'un tympan à la croix de Malte.
L'intérieur est également caractérisé par la simplicité : aucun pilastre, colonne ou sculpture. Le chœur est légèrement plus étroit que l'ensemble et la nef en berceau rejoint les murs sans ornementations. Quatre fenêtres étroites éclairent l'intérieur.

La chapelle fin XIXe siècle
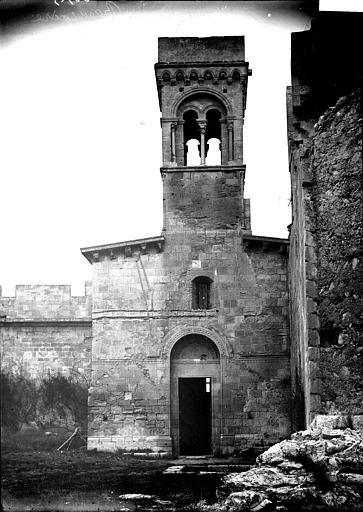
La chapelle fin XIXe siècle - début XXe siècle
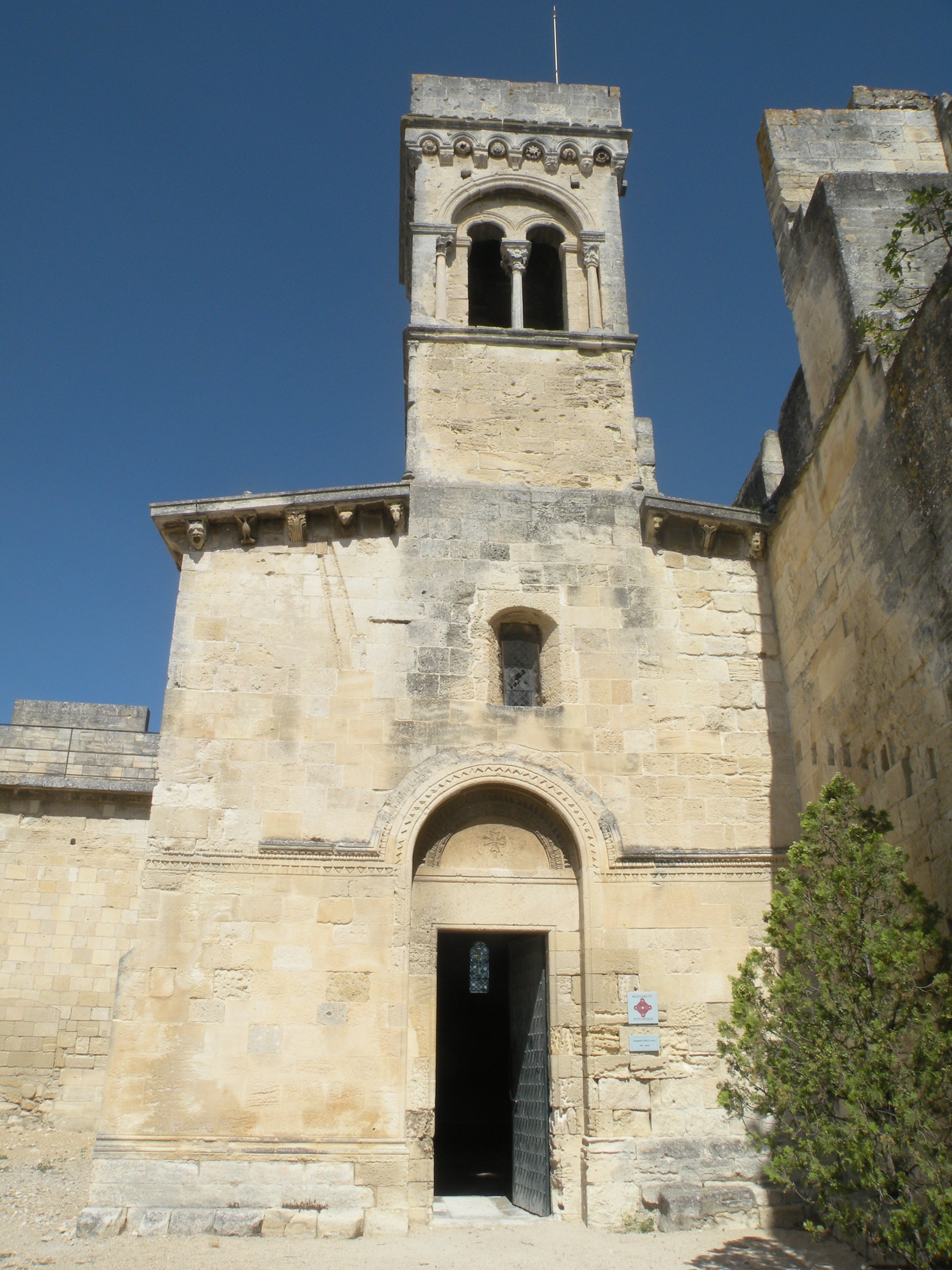
Façade
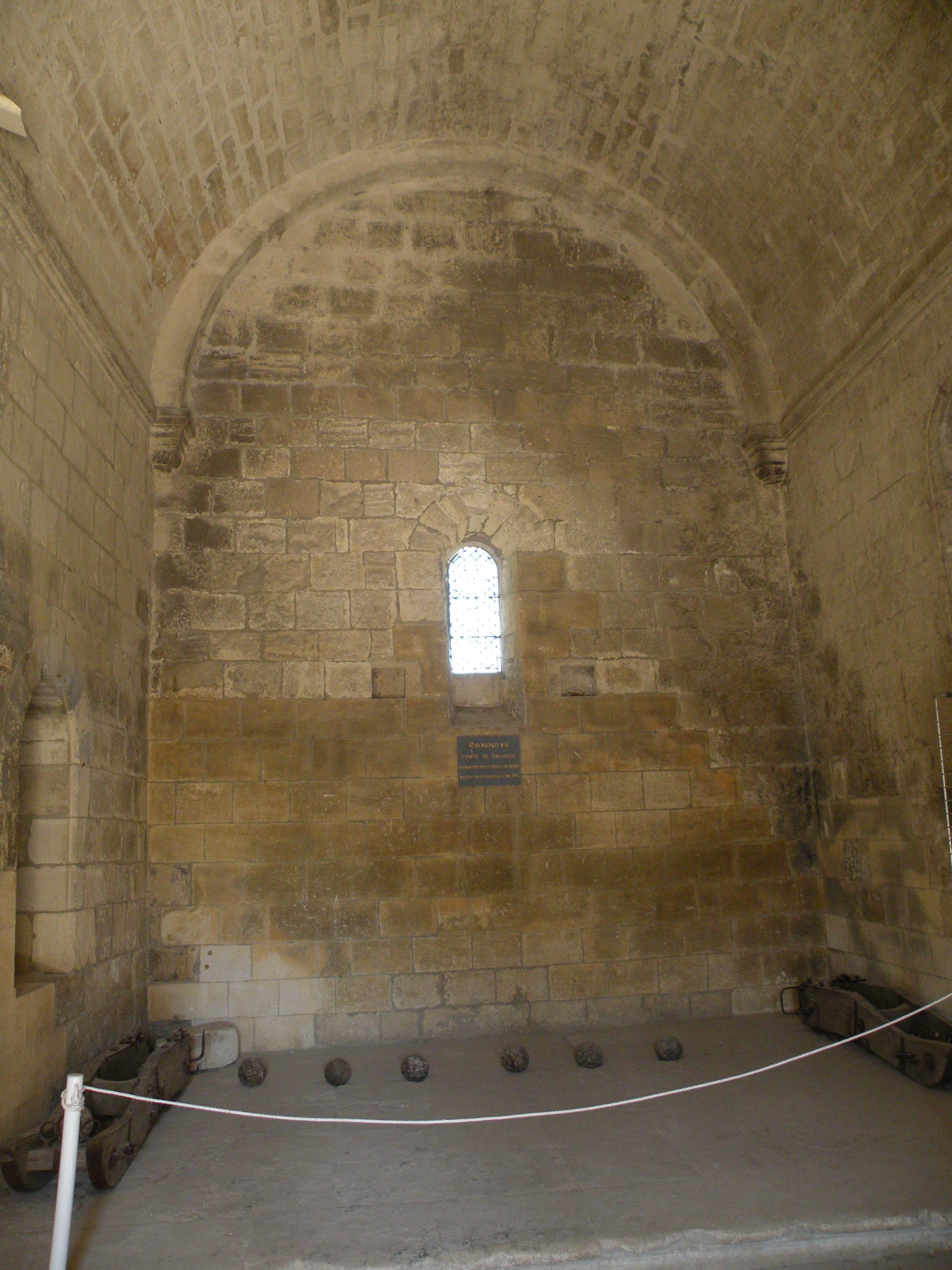
Intérieur